# Голенки (Омская область)
Голенки — деревня в Марьяновском районе Омской области России. Входит в состав Васильевского сельского поселения.

## История
Основана в 1909 году. В 1928 году хутор Голенков состоял из 11 хозяйств, основное население — русские. В административном отношении находился в составе Степновского сельсовета Любинского района Омского округа Сибирского края.

## Население
| 2010 |
| ---- |
| 389  |

## Улицы
- ул. Дорожная,
- пер. Лесной,
- ул. Центральная,
- ул. Школьная.